# Erwin Jung
Erwin Jung (* 4. März 1941; † 20. August 2017) war ein deutscher Fußballspieler.

## Karriere
Jung spielte bis 1962 im niedersächsischen Amateurbereich beim VfB Rot-Weiß Braunschweig. Dann wechselte er vom Stadion Madamenweg zur Saison 1962/63 zu Werder Bremen in die Oberliga Nord. Neben dem Amateur aus Braunschweig nahm Bremen noch den Torjäger Dieter Meyer aus Bergedorf und den Halbstürmer Dieter Thun aus Hildesheim unter Vertrag. Der Angreifer Erwin Jung debütierte unter Trainer Georg Knöpfle am 27. Januar 1963 beim 6:1-Heimerfolg gegen den VfB Lübeck in der damals erstklassigen Oberliga Nord. Die Grün-Weißen waren im WM-System im Angriff mit Klaus Hänel, Jung, Meyer, Willi Soya und Gerhard Zebrowski angetreten. Torjäger Meyer erzielte beim Erreichen der Vizemeisterschaft in 28 Ligaspielen 37 Tore und Jung kam auf vier Oberligaeinsätze mit drei Toren. Im Sommer 1963 stand Jung vor einem Wechsel zu Bremerhaven 93, wo er bereits einen Vertrag unterzeichnet hatte, ehe er nach dem Umentscheiden, doch bei Werder zu bleiben, im Juli 1963 vom DFB-Kontrollausschuss die Spielerlaubnis für den Bremer Klub behielt.
Werder wurde zur Debütsaison 1963/64 für die Bundesliga nominiert. Jetzt übernahm Willi Multhaup das Traineramt und mit Diethelm Ferner und Theo Klöckner kamen weitere Konkurrenten für die Offensive an die Weser. Am 7. März 1964 bei der 2:3-Heimniederlage gegen Eintracht Braunschweig debütierte Jung in der Bundesliga. Es folgte sein zweiter Einsatz am 14. März beim 1:0-Heimerfolg gegen den FC Schalke 04, ehe er am 26. März mit seinem Kopfballtreffer in der 13. Spielminute beim Hamburger SV die 1:0-Führung von Uwe Seeler ausgleichen konnte und damit für den Bremer Punktgewinn sorgte. Bremen spielte beim HSV im Angriff mit Zebrowski, Thun, Jung, Soya und Klöckner. Nach einem weiteren Einsatz gegen den VfB Stuttgart beendete er mit dem fünften Spiel am 4. April 1964 bei der hohen 0:7-Auswärtsniederlage bei Eintracht Frankfurt seine Bundesligakarriere. In der Meistersaison 1964/65 der Bremer kam Jung nicht mehr zum Zuge.
Anschließend wechselte er zum VfB Oldenburg, wo er fünf Jahre in der Regionalliga Nord auflief. Unter Trainer Erich Hänel debütierte Jung beim 3:2-Heimerfolg gegen den Bremer SV am 15. August 1965 als Halbstürmer mit einem Torerfolg in der Regionalliga. An der Seite von Mitspieler Helmut Mrosla erzielte er in 27 Ligaspielen 18 Tore und der VfB rangierte in der Abschlusstabelle auf dem 12. Rang. 1967 ließ er sich auf die Transferliste des DFB setzen, blieb jedoch beim Verein und verlängerte als Regionalliga-Torschützenkönig im folgenden Sommer seine vertragliche Vereinbarung mit dem Klub um zwei Jahre. Beim knappen Ausscheiden in der ersten Runde des DFB-Pokals 1967/68 mit einer 2:3-Niederlage gegen Borussia Dortmund avancierte er beinahe zum Helden, als er mit zwei Toren die 2:0-Halbzeitführung herausgeschossen hatte. Von 1967 bis 1970 übte Emil Iszo das Traineramt in Oldenburg aus und Jung verabschiedete sich mit dem Einsatz am 26. April 1970 beim Spiel gegen den FC St. Pauli nach insgesamt 118 Regionalligaspielen mit 63 Toren aus der Zweitklassigkeit der Regionalliga Nord und ging in das Amateurlager zurück. Im Frühjahr 1969 machte Jung Schlagzeilen, als er vom Verein wegen „Verstoßes gegen das Vertragsspielerstatut“ für sechs Wochen suspendiert und eine Geldstrafe in Höhe von 300 D-Mark zu bezahlen hatte. Vorausgegangen war seine Weigerung, nach vorausgegangenen schlechten Leistungen bei einem – letztlich aufgrund schlechter Witterung ausgefallenen – Spiel gegen den ASV Bergedorf 85 auf der Ersatzbank Platz nehmen zu sollen, und der anschließenden zunächst telefonisch mit den Worten, dass er „dem Oldenburger Publikum [seine Leistungen] nicht mehr zumuten möchte“ übermittelten und drei Tage später schriftlichen Kündigung seines bis 1970 laufenden Vertrages, die der Klub jedoch nicht annahm.
Da er zu seiner Oldenburger Spielzeit aus beruflichen und familiären Gründen weiters in Bremen wohnhaft war, entschloss er sich auch sportlich wieder in Richtung der Hansestadt zu orientieren. Er schloss sich zur Saison 1970/71 dem SV Hemelingen im Bremer Osten an. Später spielte er für den Landesligisten Bremer SV, wo er aber schnell nur noch in der zweiten bzw. der Alte-Herren-Mannschaft auflief.